# Violeta Vidaurre
Violeta Rosa Ester Vidaurre Heiremans (12 de setembro de 1928 - 1 de junho de 2021), mais conhecida como Violeta Vidaurre, foi uma atriz chilena. Ela nasceu em Traiguén, Chile. Sua carreira durou de 1959 a 2016. Estrelou várias novelas. Suas participações em novelas mais conhecidas foram Romané e Pampa Ilusión.
Influenciada por seu primo-irmão Luis Alberto Heiremans, iniciou sua carreira no teatro, no elenco do Teatro Ensayo da Universidade Católica, colaborando com importantes diretores e dramaturgos do cenário nacional. Alcançou a fama interpretando Dona Laura Larraín em La pergola de las flores de Isidora Aguirre, substituindo Silvia Piñeiro, papel que desempenhou por cinco décadas, alcançando o recorde de atriz com as maiores versões da obra no corpo até 2010. 
Durante a década de 1960, foi uma das pioneiras a atuar permanentemente nas salas de televisão do Canal 13, iniciando a arte dramática na televisão. Ela alcançou a fama com seus papéis na série de comédia Juntos se pasa mejor em 1965 e o popular e bem-sucedido Juani na sociedade entre 1967 e 1972. Ele também participou da primeira adaptação para a televisão de Martín Rivas na Televisión Nacional. Ao mesmo tempo, de uma forma disruptiva, ela foi uma das poucas atrizes profissionais, junto com Peggy Cordero, a se aventurar no teatro da revista, Bim bam bum.
Entre as décadas de 1970 e 1980, estreou-se a trabalhar em diversas montagens universitárias e em empresas independentes com digressões nacionais e internacionais. No final dos anos 1970, com a massificação da televisão, começa a trabalhar em novelas de sucesso, onde se destaca em La colorina, La dam, La torre 10, La villa, Amor a domicile, Adrenalina, A todo dar, Romané, Pampa Ilusión, El circo de las Montini, Puertas Adentro, entre muitos outros.
Sua carreira, ao longo de seis décadas, a tornou uma das atrizes de inúmeras peças e novelas, cujo recorde ultrapassa 300 personagens desde sua estreia em 1956. Por isso, em seus últimos anos de vida, foi reconhecida com o apelido de "a inesgotável Violeta Vidaurre" por sua extensa carreira. Foi a última sobrevivente do elenco estelar da aclamada série Juani na sociedade
Em 2017, Vidaurre foi diagnosticado com a doença de Alzheimer. Ela morreu da doença em 1 de junho de 2021 em Santiago do Chile, aos 92 anos.